# Governo Cvetković II
Il Governo Cvetković II guidato da Dragiša Cvetković resse il Regno di Jugoslavia dal 26 agosto 1939 al 27 marzo 1941.
È anche conosciuto con i nomi del governo dell'Accordo Cvetković-Maček e del governo dell'accordo popolare.

## Composizione
| Carica                                                        | Titolare | Titolare                                                     | Titolare                                      | Note                           |  |
| ------------------------------------------------------------- | -------- | ------------------------------------------------------------ | --------------------------------------------- | ------------------------------ |  |
| Presidente del Consiglio dei ministri e ministro dell'interno |          |                                                              | Dragiša Cvetković                             |                                |  |
| Vice Presidente del Consiglio dei Ministri                    |          |                                                              | Vladko Maček                                  |                                |  |
| Ministro degli Affari Esteri                                  |          |                                                              | Aleksandar Cincar-Marković                    |                                |  |
| Ministro dell'Esercito e della Marina                         |          |                                                              | Milan Nedić (fino al 6/11/1940.)              |                                |  |
| Ministro dell'Esercito e della Marina                         |          | Petar Pešić                                                  |                                               |                                |  |
| Ministro dell'Interno                                         |          |                                                              | Stanoje Mihaldžić (fino al 8/07/1940)         |                                |  |
| Ministro dell'Interno                                         |          | Dragiša Cvetković                                            |                                               |                                |  |
| Ministro della Giustizia                                      |          |                                                              | Lazar Marković (politico) (fino al 4/02/1941) |                                |  |
| Ministro della Giustizia                                      |          | Mihailo Konstantinović                                       |                                               |                                |  |
| Ministro della pubblica istruzione                            |          |                                                              | Božidar Maksimović (fino al 29/06/1940)       |                                |  |
| Ministro della pubblica istruzione                            |          | Anton Korošec (fino al 14/12/1940)                           |                                               |                                |  |
| Ministro della pubblica istruzione                            |          | Miha Krek (Deputato fino al 25/01/1941, da allora Ministro ) |                                               |                                |  |
| Ministro delle finanze                                        |          |                                                              | Juraj Šutej                                   |                                |  |
| Ministro delle infrastrutture                                 |          |                                                              | Miha Krek (fino al 23/08/1940)                |                                |  |
| Ministro delle infrastrutture                                 |          | Danilo Vulović                                               |                                               |                                |  |
| Ministro del Commercio e dell'Industria                       |          |                                                              | Ivan Andres                                   |                                |  |
| Ministro dell'agricoltura                                     |          |                                                              | Branko Čubrilović (fino al 24/03/1941)        |                                |  |
| Ministro dell'agricoltura                                     |          | Časlav Nikitović                                             |                                               |                                |  |
| Ministro delle Poste, Telegrafi e Telefoni                    |          |                                                              | Josip Torbar                                  |                                |  |
| Ministro delle Foreste e delle Miniere                        |          |                                                              | Džafer Kulenović                              |                                |  |
| Ministro dei Trasporti                                        |          |                                                              | Nikola Bešlić                                 |                                |  |
| Ministro delle Politiche Sociali e della Sanità Pubblica      |          |                                                              | Srđan Budisavljević (fino al 24/03/1941)      |                                |  |
| Ministro delle Politiche Sociali e della Sanità Pubblica      |          | Dragomir Ikonić                                              |                                               |                                |  |
| Ministro dell'Educazione Fisica del Popolo                    |          |                                                              | Jevrem Tomić (fino al 20/06/1940)             |                                |  |
| Ministro dell'Educazione Fisica del Popolo                    |          | Dušan Pantić                                                 |                                               |                                |  |
| Ministro dell'approvvigionamento e dell'alimentazione         |          |                                                              | Milan St. Protić                              | (fino al 19/01/1941)           |  |
| Ministro senza portafoglio                                    |          |                                                              | Bariša Smoljan                                |                                |  |
| Ministro senza portafoglio                                    |          |                                                              | Mihailo Konstantinović                        | (fino al 4/02/1941)            |  |
| Ministro senza portafoglio                                    |          |                                                              | Miha Krek                                     | (dal 23/08/1940 al 25/01/1941) |  |
| Ministro senza portafoglio                                    |          |                                                              | Franc Kulovec                                 | (fino al 25/1/1941)            |  |